# Dobro Selo (Čitluk, BiH)
Dobro Selo je naseljeno mjesto u općini Čitluk, Federacija BiH, BiH.

## Stanovništvo

### 1991.
Nacionalni sastav stanovništva 1991. godine, bio je sljedeći:
ukupno: 430
- Hrvati - 412
- ostali, nepoznati i neopredijeljeni - 8

### 2013.
Nacionalni sastav stanovništva 2013. godine, bio je sljedeći:
ukupno: 409
- Hrvati - 405
- Srbi - 2
- ostali, nepoznati i neopredijeljeni - 2

Religija: Selo pripada župi svetog Ante Padovanskog Ploče-Tepčići. U selu postoji crkva posvećena svetoj Obitelji, te groblje s kapelicom. Na brdu Krstivoda u blizini samog sela nalazi se kapelica posvećena apostolskim prvacima, svetom Petru i Pavlu. Prvi spomen Krstivode seže iz 1308. godine, te su od tamo franjevci pastorizirali šire područje Brotnja, današnje općine Čitluk.